# Eliza Cone
Der Eliza Cone ist eine etwa 70 m hohe Klippe mit einem Felsentor in der Gruppe der ostantarktischen Balleny-Inseln. Sie liegt 1,5 km westlich des am Südende von Buckle Island befindlichen Kap McNab.
Gemeinsam mit dem benachbarten Scott Cone wurde die Insel nach dem Schoner Eliza Scott benannt, mit dem der britische Seefahrer John Balleny im Februar 1839 im Rahmen seiner Antarktisexpedition (1838–1839) die Balleny-Inseln entdeckte.